# شارة الدخول

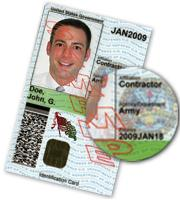
مثال: بطاقة الوصول المشترك للجيش الأمريكي. بالإنجيزية
"DoD Common Access Card"

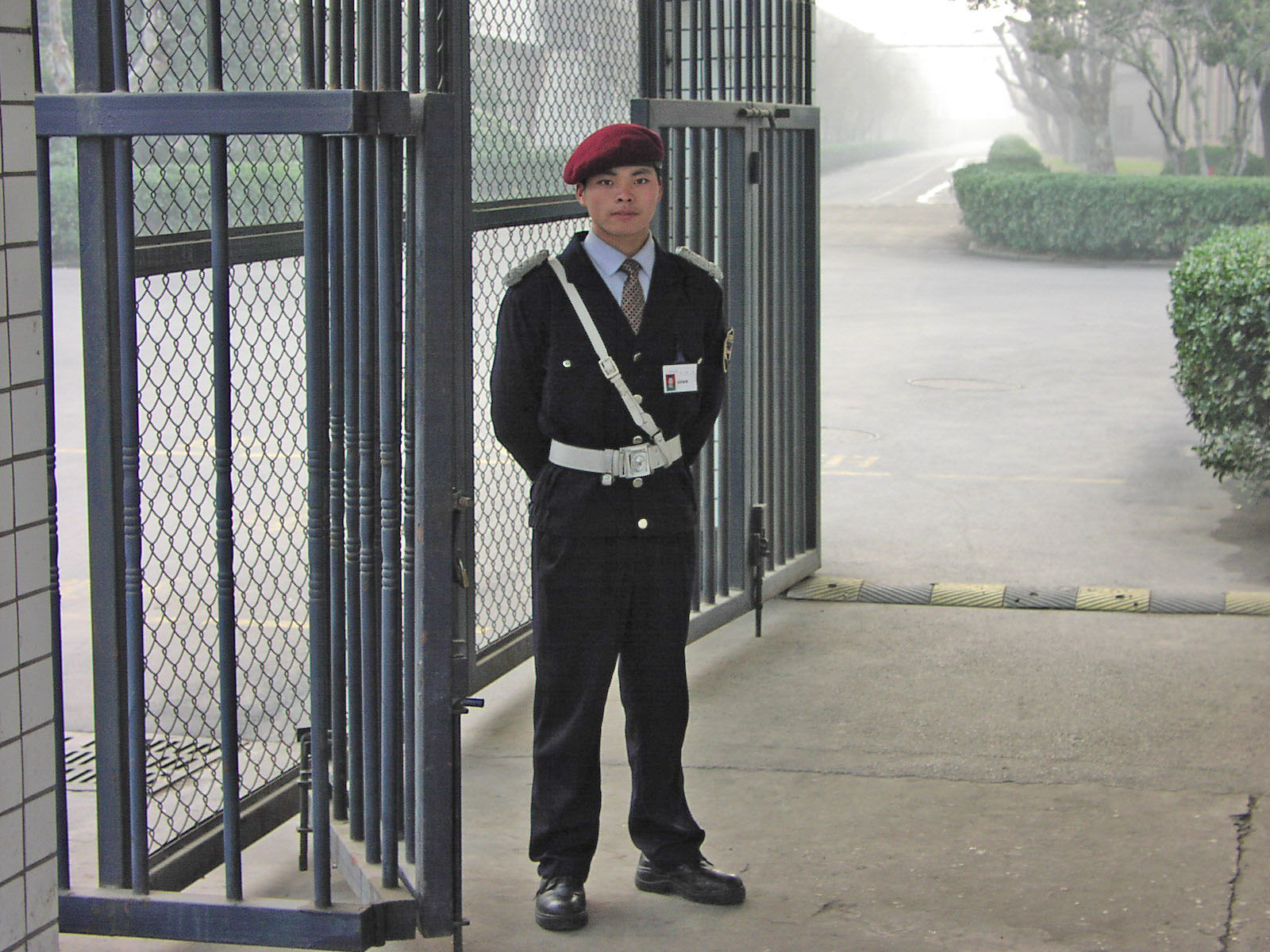
ضابط أمن خاص مع بطاقة الوصول / بطاقة الهوية

شارة الدخول أو بطاقة الوصول بالإنجيزية (access badge) هي بطاقة هوية تحوي بيانات اعتماد تُستخدم للدخول إلى منطقة ذات نقاط تحكم آلية للسماح بالدخول. وقد تكون نقاط الدخول هذه عبارة عن أبواب عادية أو أبواب دوارة أو بوابات انتظار أو حواجز أخرى وتتضمن أجهزة آلية تقرأ بطاقة الهوية أو شارة الدخول ليتم فتح الأبواب.
وتستعمل شارات الدخول تقنيات مختلفة ليتعريف نظام التحكم في الوصول على حامل الشارة. فأكثر التقنيات شيوعًا هي الشريط المغناطيسي وبطاقات الراديو والباركود والبطاقات الذكية وأجهزة القياس الحيوي المختلفة. ولقد اخترع فورست باري بطاقة الهوية ذات الشريط الممغنط في عام 1960.
تحتوي شارة الدخول على رقم يقرأه قارئ البطاقات. وعادة ما يطلق على هذا الرقم «رمز المنشأة» ويتم برمجته بواسطة المشرف . ثم يتم إرسال الرقم إلى نظام التحكم في الوصول، وهو نظام حاسوبي يتخذ قرارات التحكم في الوصول بناءً على معلومات حول بيانات الاعتماد. إذا كانت تلك البيانات (مثال: رقم البطاقة) مخزنة في بيانات الاعتماد على قائمة التحكم في الوصول في النظام الحاسوبي، فإن نظام التحكم في الوصول يفتح نقطة الوصول (مثال: بوابة) التي يتم التحكم فيها بالنظام.
ويتم تخزين كل طلبات الدخول في النظام لإسترجاعها لاحقا؛ ويمكن إنشاء تقارير توضح تاريخ / وقت استخدام البطاقة لدخول نقطة الوصول (مثال: بوابة منشأة عسكرية) التي يتم التحكم فيها عبر النظام.
تم استخدام تأثير يجاند في بطاقات الوصول في الفترات الأولية ولكن تم التخلي عن هذه الطريقة لصالح تقنيات الراديو الأخرى. واحتفظت التقنيات الجديدة ببيانات Wiegand الأولية بحيث كان القراء الجدد متوافقين مع الأنظمة القديمة. تستخدم البطاقات دائرة LC بسيطة، عند تقريب البطاقة للقارئ، يثير الحقل الكهربائي للقارئ ملفًا في البطاقة ويشحن الملف مكثفًا ويشغل بدوره دائرة متكاملة لتقوم الدائرة المتكاملة بإستخراج رقم البطاقة إلى الملف الذي ينقلها إلى القارئ، ويتم نقل رقم البطاقة بشكل واضح - أي أن الرقم غير مشفر. لهذا فإنه من خلال الفهم الأساسي لتكنولوجيا الراديو وتنسيقات البطاقات، يمكن اختراق بطاقات Wiegand الراديوية.
التنسيق المشترك للراديو هو 26 بت Wiegand ويستخدم هذا التنسيق رمز منشأة، يُطلق عليه أيضًا رمز الموقع. رمز المنشأة هو رقم فريد مشترك بين جميع البطاقات في مجموعة معينة والفكرة هي أن مؤسسة لديها رمز منشأة خاصة بها، ثم بطاقات مرقمة تصاعديا من رقم 1. ولدى مؤسسة أخرى رمز مختلف ومجموعة بطاقاتهم أيضا تُرقم تصاعديا من رقم 1. وبالتالي، يمكن أن يكون لدى المؤسسات المختلفة بطاقات لها نفس الأرقام، ولكن نظرًا لاختلاف رموز المنشأة، تعمل البطاقات في مؤسسة واحدة فقط. عملت هذه الفكرة بشكل جيد لفترة من الوقت ولكن لا توجد هيئة تتحكم في أرقام البطاقات، ويمكن للمصنعين المختلفين توفير بطاقات برموز منشأة متطابقة وأرقام بطاقات متطابقة لمؤسسات مختلفة وبالتالي يصبح هناك مشكلة في البطاقات المكررة. ولمواجهة هذه المشكلة، أنشأت بعض الشركات المُصنعة تنسيقات تتجاوز 26 بت Wiegand والتي تتحكم بها وتصدرها للمؤسسات والمنظمات المختلفة بما يضمن عدم حدوث مشاكل أو تطابق بالرموز والأرقام.
يمكن استخدام البطاقات الذكية للتصدي لمشاكل نقل أرقام البطاقات خلال عمليات المسح والتحكم في أرقام البطاقات من قبل الشركات المصنعة.
و يمكن تشفير البطاقات الذكية لصالح المنظمات ذات الأرقام الفريدة ويمكن تشفير الاتصال بين البطاقة والقارئ.